# 市川五郎兵衛

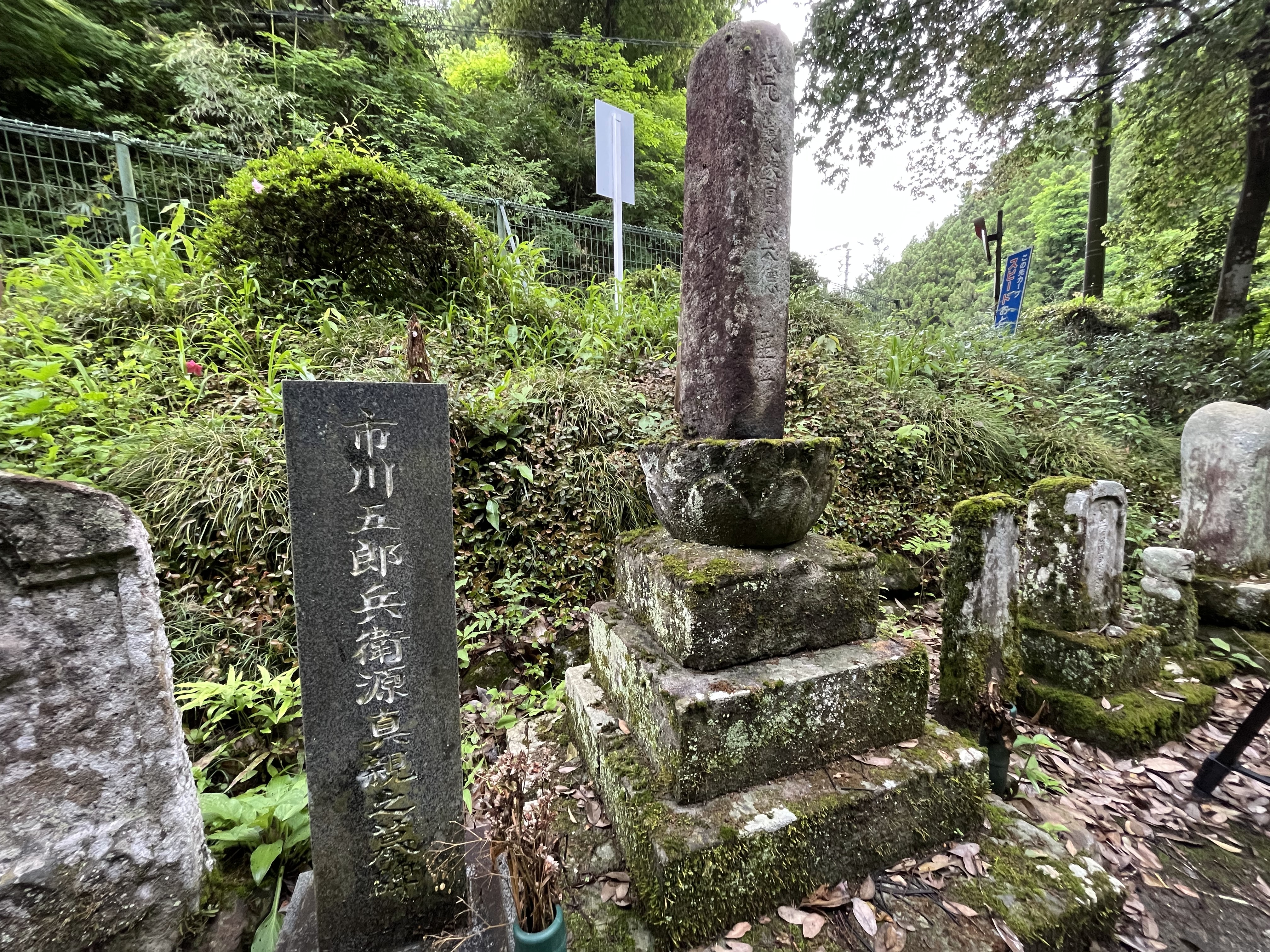
市川五郎兵衛の墓（群馬県南牧村）

市川 五郎兵衛（いちかわ ごろべえ、元亀3年（1572年） - 寛文5年9月9日（1665年10月17日））は、戦国時代の武士、江戸時代前期の開拓者、新田開発者。諱は真親。幼名は市左衛門。

## 経歴・人物
上野国甘楽郡羽沢村（現：群馬県南牧村羽沢）を本拠とする在地小領主（国衆）の家に生まれる。曾祖父の市川右馬介真治は当初上杉憲政に従っていたが、北条氏康に敗北すると、甲斐国の武田氏に仕えた。武田氏滅亡後、真親は帰農し信濃国佐久に移り住む。文禄2年（1593年）徳川家康から分国内の山金、川金、芝間開発免許の朱印状を得る。寛永年間（1624年 - 1644年）までに三河田新田、市村新田（共に現：長野県佐久市）と矢島新田（のちの五郎兵衛新田。現佐久市浅科）の三新田を開発し、その功を賞されて小諸藩から150石の褒美地を与えられた。
大正4年（1915年）の大正天皇即位に際して、従五位を遺贈された。現在でも佐久市の真親神社の祭神として祀られている。